# Оберштольц, Кристиан
Кристиан Оберштольц (нем. Christian Oberstolz; 8 августа 1977, Сан-Кандидо, Италия) — итальянский саночник, выступающий за сборную Италии с 1997 года. Принимал участие в трёх зимних Олимпийских играх, лучший результат показал на соревнованиях 2010 года в Ванкувере, где по итогам всех парных заездов занял четвёртое место. Почти на протяжении всей карьеры выступает в паре Патриком Грубером.
Кристиан Оберштольц является обладателем трёх медалей чемпионатов мира, в его послужном списке одна серебряная награда (2007) и две бронзовые (2004, 2005) — все три получены в составе смешанной команды. В 2011 году на соревнованиях в Чезане, кроме всего прочего, завоевал серебро в парных состязаниях. Шесть раз спортсмен становился призёром чемпионатов Европы, в том числе один раз был первым (парные заезды: 2008), три раза вторым (парные заезды: 2004; смешанные команды: 2004, 2006) и один раз третьим (парные заезды: 2006). Оберштольц побеждал в общем зачёте Кубка мира, в этом плане наиболее удачным для него оказался сезон 2004—2005.
В 2014 году Оберштольц побывал на Олимпийских играх в Сочи, где финишировал шестым в мужской парной программе и стал пятым в смешанной эстафете.
По совместительству служит карабинером, ныне проживает в городе Антерсельва-ди-Сотто, женат на итальянской саночнице российского происхождения Анастасии Оберштольц-Антоновой, от которой имеет дочь.